# Kim Chang-soo
Kim Chang-soo (* 12. September 1985 in Busan) ist ein südkoreanischer Fußballspieler.

## Karriere

### Klub
Nach Stationen in Schulmannschaften wechselte Kim Anfang 2004 in den Kader von Ulsan Hyundai. Nach einem Jahr zog er weiter zu Daejeon Citizen, wo er dann drei Jahre verblieb. Zum Jahresanfang 2008 hieß seine nächste Station Busan IPark, wo er bis Ende Januar 2013 verblieb. Hiernach wechselte er erstmals ins Ausland zum japanischen Klub Kashiwa Reysol, wo er noch einmal drei Jahre lang spielte. Anfang Januar 2016 kehrte er dann nach Südkorea zurück, um sich dort Jeonbuk Hyundai anzuschließen, mit dieser Mannschaft gewann er die AFC Champions League 2016 und bekam somit sogar auch einen Einsatz bei der Klub-Weltmeisterschaft 2016. Hier dauerte seine Zeit allerdings insgesamt nur ein Jahr, wonach es ihn ein weiteres Mal weiterzog – diesmal zurück zu Ulsan Hyundai, wo er noch einmal den Pokal gewann. Ab Januar 2020 schloss er sich dann dem Gwangju FC an, wo er allerdings im nächsten Januar den Klub ohne neuen Vertrag wieder verließ. Nach einer kurzen Zeit ohne Klub ist er seit Sommer 2021 bei Incheon United.

### Nationalmannschaft
Sein erstes bekanntes Spiel für die südkoreanische Nationalmannschaft absolvierte er am 1. Februar 2009 bei einem 1:1-Freundschaftsspiel gegen Syrien. Nach zwei weiteren Freundschaftsspielen wurde er für weitere Einsätze zunächst nicht mehr berücksichtigt.
Wieder Spielzeit bekam er dann in einem Freundschaftsspiel im November 2012, dies blieb aber auch sein einziger Einsatz in jenem Jahr. Ab dem folgenden Jahr erhielt er dann regelmäßiger Einsätze, so zum Beispiel bei der Qualifikation für die Weltmeisterschaft 2014 sowie der Ostasienmeisterschaft 2013. Er wurde im Vorfeld der Weltmeisterschaft 2014 zwar auch in Freundschaftsspielen eingesetzt und schließlich für den Kader nominiert, erhielt bei dem Turnier aber keinerlei Einsatzminuten.
Sein erstes größeres Turnier war dann erst die Asienmeisterschaft 2015, wo er sowohl in zwei Gruppenspielen als auch dem Viertelfinale eingesetzt wurde. Über die nächsten Jahre folgten dann noch ein paar Freundschaftsspiele sowie Einsätze während der Qualifikation für die Weltmeisterschaft 2018. Sein letztes Spiel war dann am 7. Juni 2017 ein 0:0-Freundschaftsspiel gegen den Irak.
Er war Teil der Mannschaft bei den Olympischen Spielen 2008 in Peking und der Mannschaft bei den Olympischen Spielen 2012 in London. Bei letzterer belegte er mit seiner Mannschaft den dritten Platz und erhielt somit eine Bronzemedaille.